# Kendra Cocksedge

a Compétitions nationales et continentales officielles uniquement.

b Matchs officiels uniquement.
Dernière mise à jour le 7 avril 2024.
Kendra Cocksedge, née le 1er juillet 1988 à New Plymouth (Nouvelle-Zélande), est une joueuse internationale néo-zélandaise de rugby à XV et à sept évoluant au poste de demi de mêlée. Elle est également joueuse de cricket.
Elle remporte la Coupe du monde avec les Blacks Ferns à trois reprises en 2010, 2017 et 2021.
En 2015, elle est élue meilleure joueuse du monde World Rugby.

## Biographie

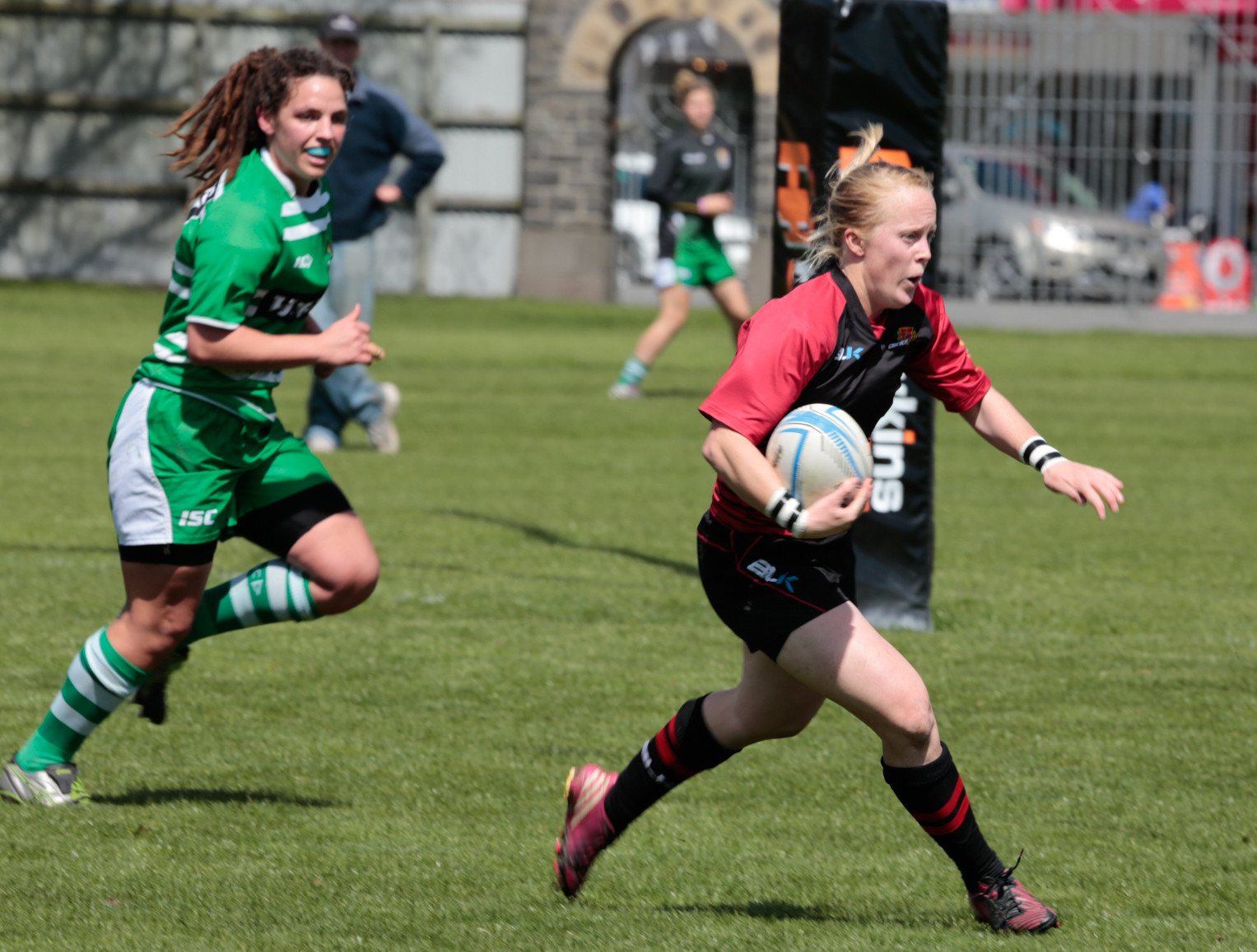
Kendra Cocksedge en action au cours d'un match du National Provincial Championship, principale compétition de rugby en Nouvelle-Zélande. Octobre 2013.

Kendra Cocksedge fait ses débuts au sein de l'équipe de rugby à XV de Canterbury à l'âge de 19 ans alors qu'elle est inscrite au sein de la Lincoln University.
Elle fait partie de l'équipe de Nouvelle-Zélande de rugby à XV avec laquelle elle a remporté la Coupe du monde 2010. Elle participe également à la Coupe du monde 2014.
En 2015, elle reçoit le Prix World Rugby dans la catégorie meilleure joueuse de l'année.
En 2017, elle participe à la Coupe du monde 2017.
En septembre 2022, elle est sélectionnée pour disputer la Coupe du monde en Nouvelle-Zélande sous les couleurs de son pays.